# Jean-Louis Bischoff
 (août 2025).
Jean-Louis Bischoff-Campana est philosophe et écrivain.

## Biographie
Habilité à diriger des recherches (Université d’Artois - littérature générale et comparée), docteur en philosophie (École Pratique des Hautes Études), diplômé de l’institut de formation pour l’étude et l’enseignement des religions (IFER), de la Faculté de philosophie de l'Institut catholique de Paris (ICP) et de l'université Paris 4 Sorbonne (DEA - histoire des religions et anthropologie religieuse), Jean-Louis Bischoff est directeur de l’institut de recherche de la Fédération Européenne Des Écoles (FEDE).
Par ailleurs chargé d'enseignement à l'université Paris-Est Créteil et intervenant dans différentes écoles d’arts appliqués à Paris (Écoles de la rue du Louvre - BJOP, Groupe Esmod), ses cours et ses recherches portent sur la philosophie des religions, la recomposition du croire et du sacré dans la pop-culture contemporaine et sur la philosophie de l’éducation. Chercheur associé (Laboratoire Textes et cultures – équipe interne « Littératures et cultures d’enfance et de jeunesse/Centre Robinson », université d'Artois), il travaille actuellement sur des problématiques concernant le corps et la chair.  
Parallèlement à sa trajectoire d’enseignant et de chercheur, Jean-Louis Bischoff a toujours travaillé dans les industries de la communication et/ou du divertissement. De la production de spectacles musicaux (Élysée Montmartre) ou cinématographiques (Max Linder), en passant par des missions de communication (Carte Jeunes du secrétariat d’État à la Jeunesse et au Sport, Mairie de Lille, Française des Jeux), Jean-Louis Bischoff propose des recherches philosophiques enracinées dans des pratiques personnelles et réelles. 

## Autres publications et citations
- Conférence des OING du Conseil de l'Europe, Commission éducation et culture - Rapport d’activité de l’année 2020
- Camille Bera. Le Black Métal : un genre musical entre transgression et transcendance. Art et histoire de l’art. Normandie Université, 2018, p. 85. https://theses.hal.science/tel-03030244/document
- Cerf, M., Horwitz, M., Schreiber, J.-P., Mailloux, L., Saint-Eudes, N.-F., Sellès-Lefranc, M., Selig, M., Bischoff, J.-L., Umhauer, M. et Grollet, P. (2016). A. Dans M. Cerf et M. Horwitz Dictionnaire de la laïcité (2e éd., p. 23-38). Armand Colin